# Bujandelgerijn Batbajar
Bujandelgerijn Batbajar (ur. 4 grudnia 1976) – mongolski zapaśnik w stylu wolnym. Trzykrotny uczestnik mistrzostw świata, dwudziesty pierwszy w 1997. Siódmy na igrzyskach azjatyckich w 1998. Srebrny medalista mistrzostw Azji w 2001 roku.